# Amaurobioides
Genre
Synonymes
- Cluilius Simon, 1889

Amaurobioides est un genre d'araignées aranéomorphes de la famille des Anyphaenidae.

## Distribution
Les espèces de ce genre se rencontrent en Nouvelle-Zélande, en Australie, au Chili, en Afrique du Sud et en Namibie.

## Liste des espèces
Selon World Spider Catalog (version 17.5, 22/09/2016) :
- Amaurobioides africana Hewitt, 1917
- Amaurobioides chilensis (Nicolet, 1849)
- Amaurobioides isolata Hirst, 1993
- Amaurobioides litoralis Hickman, 1949
- Amaurobioides major Forster, 1970
- Amaurobioides maritima O. Pickard-Cambridge, 1883
- Amaurobioides minor Forster, 1970
- Amaurobioides pallida Forster, 1970
- Amaurobioides picuna Forster, 1970
- Amaurobioides piscator Hogg, 1909
- Amaurobioides pleta Forster, 1970
- Amaurobioides pohara Forster, 1970

## Publication originale
- O. Pickard-Cambridge, 1883 : On some new genera and species of spiders. Proceedings of the Zoological Society of London, vol. 1883, p. 352-365 (texte intégral).